# 5288 Nankichi
Az 5288 Nankichi (ideiglenes jelöléssel 1989 XD) a Naprendszer kisbolygóövében található aszteroida. Mizuno Y., Furuta T. fedezte fel 1989. december 3-án.